# 别不花
别不花（?—?），元朝大臣。元文宗时中书左丞相。
大德十一年（1307年）元武宗即位，别不花由集贤院使拜中书平章政事，加太尉。出为江浙行省平章政事。转任江西行省、湖广行省左丞相，后来因为贪赃被弹劾罢职。致和元年（1328年）七月，元泰定帝（今内蒙古自治区正蓝旗东）在元上都驾崩，佥枢密院事燕铁木儿等在大都（今北京）发动政变，迎怀王图帖睦尔为皇帝，即元文宗。任命别不花为中书左丞相，兼知枢密院事。加太保。后来因为矫诏以买驴的家财赐给中书平章政事速速等一系列不法之事，被弹劾罢相。天历二年（1329年），被监察御史弹劾，元文宗下诏让他谪居集庆路（治所在今江苏省南京市）。